# Claudio Delgado Amestoy
Claudio Delgado Amestoy (San Sebastián, 1843-Infiesto, Asturias, 1918) fue un médico español que realizó la licenciatura en Cuba donde desarrolló su actividad profesional. Colaboró estrechamente con Carlos J. Finlay en sus descubrimientos sobre la transmisión de la fiebre amarilla a través de un mosquito.

## Biografía y trayectoria profesional
Nació en San Sebastián (España) en 1843. Tempranamente quedó huérfano tras lo que viajó a Cuba donde se licenció en medicina en 1873 y se doctoró en 1879 en la Universidad de La Habana.
Ejerció tanto la medicina interna como la cirugía. En 1885 llevó a cabo la segunda operación de perineorrafia de Emmet en Cuba y, en 1883, la tercera operación de Doyen. Fue el creador de la primera sala de asepsia y antisepsia establecida en Cuba en el Hospital de Higiene y fue el primero que practicó en Cuba la transfusión de sangre en 1878.
Con el médico Carlos J. Finlay Barrés comenzó los estudios de bacteriología en Cuba (1886). Su colaboración en los descubrimientos de Finlay sobre la transmisión de la fiebre amarilla en 1888 fue notable, y aparece como coautor de dieciocho de los trabajos del sabio.
Ocupó numerosos cargos : secretario general fundador de la Sociedad de Estudios Clínicos de La Habana (1879), de cuya Comisión de Fiebre Amarilla fue miembro destacado, y además director de su revista; académico de número y de mérito de la Real Academia de Ciencias Médicas, Físicas y Naturales de La Habana y director de sus Anales; miembro de número de la Real Sociedad Económica de Amigos del País de La Habana (1883); miembro, archivero y bibliotecario de la Sociedad Antropológica de la Isla de Cuba, y representó al país en numerosos congresos médicos extranjeros.
Como estrecho colaborador de Finlay en la Jefatura Nacional de Sanidad (1904-1909), fue uno de los iniciadores de la organización del Sistema nacional de Salud pública de Cuba.
Falleció en el municipio asturiano de Infiesto (España) en 1916 y la ciudad de San Sebastián dedicó una calle en su memoria.

## Publicaciones
Las publicaciones más destacadas fueron:
1881.Reseña de los progresos realizados hasta el día en el conteo de glóbulos rojos de la sangre, La Habana, Imprenta El Correo Militar.
1887.Memoria sobre la higiene de la prostitución en Cuba y su reglamento, La Habana, Imprenta de Howson,
1886. Exposición de un caso de perineorrafia”, en Anales de la Academia de Ciencias Médicas, Físicas y Naturales de La Habana, págs. 328-333;
1886. Cultivos de sangre y otros productos de fiebre amarilla”, en Anales de la Academia de Ciencias Médicas, Físicas y Naturales de La Habana, págs. 266, 283, 333 y 346;
1887 Colombia de tetrágenos sembrados por mosquitos, en Anales de la Academia de Ciencias Médicas, Físicas y Naturales de La Habana, págs 205- 210 y 292;
1887. Del micrococo tetrágeno de la fiebre amarilla, en Anales de la Academia de Ciencias Médicas, Físicas y Naturales de La Habana, págs. 434-436 